# 1947

## Esdeveniments
Països Catalans
- 5 d'abril, Barcelona: S'estrena La fortuna de Sílvia, de Josep Maria de Sagarra, al Teatre Romea de Barcelona.[1]
- 27 d'abril, Monestir de Montserrat, Monistrol de Montserrat, el Bages: aprofitant la festa d'entronització de la Mare de Déu, s'hi fa una gran manifestació catalanista que la dictadura no pot aturar.
- El 18 de setembre a Sabadell es funda la entitat teatral La Joventut de la Faràndula de Sabadell
- 19 d'octubre, estadi de Sarrià, Barcelona: La selecció catalana de futbol juga contra la selecció espanyola, i guanyà per 3 a 1.[2]
- 30 de novembre, Rubí: primera actuació pública de la Coral Sant Jordi, encara amb el nom de Schola Sant Jordi.[3]
- El matrimoni Folch obre el Bar Pastís a Barcelona.

Resta del món
- 1 de gener, Regne Unit: el govern laborista de Clement Attlee nacionalitza les mines de carbó.
- 26 de gener, Paipote, Regió d'Atacama, Xile: s'hi inaugura la foneria de coure.
- 28 de febrer, Incident 228 o Revolta contra el govern de Taiwan.[4]
- 18 d'abril, Heligoland (petita illa Frisona Alemanya) - L'Armada Reial Britànica fa detonar 6.800 tones d'explosius (Operació Big Bang), creant la detonació no nuclear individual més gran de la història.
- 2 de maig, finalització de la Constitució de l'Imperi del Japó (Kyūjitai: 大日本帝國憲法 Shinjitai: 大日本帝国憲法 , Dai-Nippon Teikoku Kenpō?), més coneguda com la Constitució Imperial o Constitució de Meiji, que fou la llei fonamental de l'Imperi del Japó del 29 de novembre de 1890 fins al 2 de maig de 1947, entrà en vigor després de la Restauració Meiji, i establí una monarquia constitucional basada en el model prussià.[5]
- 5 de juny, A la Universitat Harvard, George Marshall presenta el Pla Marshall d'ajuda als països europeus afectats per la Segona Guerra Mundial.[6]
- 29 de novembre, seu de les Nacions Unides, Nova York: l'Assemblea General vota favorablement la partició de Palestina entre àrabs i jueus.

### Premis Nobel
| Camp                  | Guardonats                                                    |
| --------------------- | ------------------------------------------------------------- |
| Física                | - Edward V. Appleton                                          |
| Química               | - Robert Robinson                                             |
| Medicina o Fisiologia | - Carl Ferdinand Cori - Gerty Theresa Cori - Bernardo Houssay |
| Literatura            | - André Gide                                                  |
| Pau                   | - Friends Service Council - American Friends Service Comittee |

```
Fa 78 anys
```

Naiximents
- 18gen  Beat Takeshi (Takeshi no chōsenjō)

## Naixements
Països Catalans
- 9 de gener - Castelló de la Plana: Biel Mesquida Amengual, escriptor mallorquí.
- 13 de gener - Barcelona: Carles Reixach i Cerdà, futbolista i entrenador català.
- 16 de gener - Barcelona: Mercè Foradada i Morillo, escriptora catalana.[8]
- 17 de gener: 
  - Godall, Montsià: Josefina Matamoros, historiadora de l'art nord-catalana, directora del Museu d'Art Modern de Ceret durant 26 anys.[9]
  - Donostia, Gretel Ammann, filòsofa, assagista, activista, feminista radical i lesbiana separatista basca (m. 2000).[10]
- 24 de gener: 
  - Barcelona: Mercè Sampietro Marro, actriu catalana de cine, teatre, televisió i doblatge.
  - Aldaia, Horta Oest: Jaume Ortí Ruiz, empresari valencià i president del València CF entre 2001 i 2004.
- 10 de febrer - L'Argentera, Baix Camp: Maria Teresa Cabré, lingüista i filòloga catalana, ̹presidenta de la Secció Filològica de l'IEC.[11]
- 17 de febrer - Sabadell: Xavier Vinader i Sánchez, periodista català, expert en extrema dreta i crim organitzat (m. 2015).
- 24 de febrer - Barcelona: Margarida Minguillón i Aran, actriu de teatre, cinema, televisió i doblatge.[12]
- 8 de març - Barcelona: Sílvia Tortosa, actriu catalana[13] (m. 2024).
- 14 de març - València: Carles Mira, guionista i director de cinema valencià (m. 1993).[14]
- 18 de març - Sabadell: Toni Miró, dissenyador de moda català (m. 2022).
- 12 d'abril - Barcelona: Anna Maria Moix i Meseguer, escriptora catalana en castellà (m. 2014).[15]
- 27 d'abril - Palma: Maria del Mar Bonet, cantant mallorquina.[16]
- 30 d'abril - Barcelona: Jaume Cabré i Fabré, escriptor i guionista català.[17]
- 13 de maig - Sant Quirze del Vallès: Maria Badia i Cutchet, filòloga i política catalana, ha estat diputada al Parlament Europeu.[18]
- 19 de maig - Barcelona: Mercè Company i González, escriptora de llibres infantils i juvenils.[19]
- 29 de maig - València: Carme Gràcia Beneyto, historiadora de l'art especialitzada en els segles XIX i XX, l'art valencià, l'art natura i l'ecoart.[20]
- 30 de maig - Beniopa, la Safor: Josep Piera i Rubió, escriptor i traductor valencià.[21]
- 9 de juny - París: Françoise Demulder, fotoperiodista de guerra francesa, primera dona a guanyar el WPP of the Year (m. 2008).[22]
- 10 de juliol - Bellreguard, Safor: Joan Pellicer, metge i etnobotànic valencià (m. 2007).
- 26 de juliol: 
  - Barcelona: Maria Teresa Ocaña i Gomà, conservadora de museus, ha dirigit el Museu Picasso i el MNAC.[23]
  - Poble Nou (València): Fernando Roig Alfonso, empresari valencià, president del Vila-real CF.
- 3 de setembre - Barcelona: Montserrat Colldeforns i Sol, política i economista catalana, diputada al Congrés.[24]
- 12 de setembre - Palma, Mallorca: Catalina Cantarellas i Camps, historiadora de l'art mallorquina.[25]
- 20 d'octubre - Barcelona: Jordi Coca, doctor en Arts Escèniques i escriptor català.[26]
- 31 d'octubre - Castelló de Rugat, Vall d'Albaida: Carmen Alborch, política i escriptora valenciana, Ministra de Cultura d'Espanya (1993-1996).
- 20 de novembre - Calataiud: Maria Eugènia Cuenca, advocada i política d'origen aragonès, ha estat consellera i diputada.[27]
- 27 de novembre - Sudanell, Segrià: Assumpció Forcada, biòloga, poetessa i cantautora catalana.[cal citació]

Resta del món
- 6 de gener, Ais de Provença: Andréa Ferréol, actriu francesa.[28]
- 15 de gener, Chicago, Illinois (EUA): Martin Chalfie, científic nord-americà, Premi Nobel de Química de l'any 2008.
- 18 de gener, Tòquio (Japó): Takeshi Kitano actor i director de cinema, comediant, escriptor, poeta i pintor.
- 25 de gener - Zamora: Ángel Nieto Roldán, pilot de motociclisme de velocitat 13 cops Campió del Món (m. 2017).
- 29 de gener:
  - Seattle, EUA: Linda B. Buck, metgessa i microbiòloga nord-americana, Premi Nobel de Medicina o Fisiologia el 2004.
  - Ciutat de Mèxic: Montserrat Galí i Boadella, historiadora de l'art mexicana d'origen català (m. 2023).
- 3 de febrer, Newark (Nova Jersey), Estats Units: Paul Auster, novel·lista, poeta, guionista i director de cinema estatunidenc (m. 2024).[29]
- 4 de febrer, Budapest, Hongria: Máté Péter, cantant, compositor i pianista hongarès.
- 7 de febrer, Lugano, Suïssa: Carla Del Ponte, jurista, fou cap de la fiscalia del Tribunal de Dret penal internacional de les Nacions Unides.[30]
- 15 de febrer, Worcester, Massachusetts (EUA): John Adams (compositor) compositor i director d'orquestra estatunidenc.[31]
- 26 de febrer, Dagenham: Sandie Shaw, cantant anglesa de la dècada de 1960.[32]
- 4 de març, Vigo: Aida Fernández Ríos, científica, doctora en biologia i oceanògrafa espanyola (m. 2015).[33]
- 10 de març, Port Alberni, Colúmbia Britànica: Kim Campbell, política canadenca, ha estat Primera Ministra del Canadà.[34]
- 19 de març, Greenwich, Connecticut: Glenn Close, actriu estatunidenca.[35]
- 25 de març,
  - Pinner, Middlesex, Anglaterra: Reginald Kenneth Dwight, conegut com a Elton John, cantant i compositor anglès.[36]
  - Bratislava: Gabriela Beňačková, soprano lírica eslovaca.[37]
- 26 de març, Srinagar (Índia): Subhash Kak, físic i filòsof i poeta.
- 29 de març, Ukkel: Geert van Istendael, escriptor belga.
- 2 d'abril, Veracruz, Mèxic: Paquita la del Barrio, cantant mexicana.[38]
- 4 d'abril, Palerm (Itàlia): Salvatore Sciarrino, compositor italià de música acadèmica contemporània.[31]
- 5 d'abril, San Juan, illa de Luzon: Gloria Macapagal-Arroyo, ha estat presidenta de les Filipines.[39]
- 11 d'abril, París: Dominique Issermann fotògrafa francesa, que ha treballat principalment en la moda i la publicitat.[40]
- 12 d'abril, Indianàpolis, Estats Units: David Letterman, humorista i presentador de televisió.[41]
- 14 d'abril, Masterton, Nova Zelanda: Alan MacDiarmid, químic nord-americà d'origen neerlandès, Premi Nobel de Química de l'any 2000 (m. 2007).[42]
- 16 d'abril, Harlem, Nova York, EUA: Kareem Abdul-Jabbar, jugador de bàsquet professional nord-americà.
- 19 d'abril, Nova York, EUA: Murray Perahia, pianista i director d'orquestra nord-americà.[43]
- 21 d'abril, Muskegon, Estats Units: Iggy Pop, cantant, compositor i actor estatunidenc (m. 1975)[44]
- 23 d'abril, Cookstown: Bernadette Devlin, política i activista pels drets civils irlandesa, ha estat membre del Parlament del Regne Unit.[45]
- 24 d'abril, Saint Louis, Missouri (EUA): Roger David Kornberg, bioquímic nord-americà, Premi Nobel de Química de l'any 2006.
- 25 d'abril, Amsterdam, Països Baixos: Johan Cruyff, jugador i entrenador de futbol neerlandès. (m. 2016).
- 30 d'abril, Madrid: Isabel Guerra Peñamaría, pintora hiperrealista  i monja cistercenca espanyola.[46]
- 6 de maig, Nova York: Martha Nussbaum, filòsofa estatunidenca especialitzada en filosofia antiga.[47]
- 8 de maig, Chicago, Illinois (EUA): Howard Robert Horvitz, biòleg nord-americà, Premi Nobel de Medicina o Fisiologia de l'any 2002.[48]
- 9 de maig, Pretòria (Sud-àfrica): Michael Levitt, físic i biofísic sud-africà, Premi Nobel de Química de l'any 2013.[49]
- 10 de maig, Marsella, França: Josiana Ubaud, lingüista especialitzada en lexicografia i gramaticografia occitana i també botànica.[50]
- 16 de maig, Dublín (Irlanda): John Bruton (en gaèlic irlandès: Seán de Briotún) polític irlandès, Primer Ministre d'Irlanda (1994-97).[51]
- 21 de maig, Copenhaguen: Bjørn Nørgaard, artista danès
- 1 de juny:
  - Hillingdon, Middlesex, Anglaterra: Ron Wood, guitarrista, baixista i compositor de rock.[52]
  - Villers-sur-Mer, Calvados (França): Patrick Grainville, escriptor francès, Premi Goncourt de l'any 1976.[53]
- 5 de juny, Glen Ellyn, Illinois, EUA: Laurie Anderson, música, poeta, dibuixant i artista experimental.[54]
- 8 de juny, South Bend, Indiana (EUA): Eric Frank Wieschaus, biòleg molecular nord-americà, Premi Nobel de Medicina o Fisiologia de l'any 1995.[55]
- 21 de juny, Hamadan, Pèrsia: Shirin Ebadi, advocada iraniana guardonada amb el Premi Nobel de la Pau el 2003.[56]
- 22 de juny, Octavia Butler, destacada escriptora afroamericana de ciència-ficció feminista (m. 2006).[57]
- 1 de juliol, Egia, Sant Sebastià, Guipúscoa: Arantxa Urretabizkaia, escriptora basca, i membre de la Euskaltzaindia.[58]
- 9 de juliol, San Francisco (EUA): Orenthal James "O. J." Simpson "The Juice", jugador de futbol americà.[59]
- 12 de juliol, Caravaca de la Cruz: Mari Trini, cantant espanyola (m. 2009).[60]
- 16 de juliol, Denver, Colorado: Linda Hogan, poetessa, narradora, acadèmica, dramaturga, novel·lista i ambientalista ameríndia.[61]
- 17 de juliol, Londres, Anglaterra: Camilla Parker-Bowles, segona esposa del príncep Carles de Gal·les.[62]
- 20 de juliol, 
  - Frankfurt del Main (RFA): Gerd Binnig, físic alemany, Premi Nobel de Física de l'any 1986.[63]
  - Notre-Dame-de-Bellecombe: Colette Alliot-Lugaz, soprano francesa, associada a papers mozartians.[64]
- 26 de juliol, Avezzano, Itàlia: Ada Gentile, és una compositora italiana d'obres orquestrals, de cambra i vocals.[65]
- 30 de juliol, París (França): Françoise Barré-Sinoussi, metgessa francesa, Premi Nobel de Medicina o Fisiologia de l'any 2008.[66]
- 2 d'agost, Madrid: Massiel, nom artístic de María de los Ángeles Santamaría, cantant espanyola.[67]
- 7 d'agost, Marxyntsi, Província de Txernivtsí, República Socialista Soviètica d'Ucraïna: Sofia Rotaru, cantant.
- 11 d'agost, Brixton, Anglaterra: David Robert Hayward-Jones, conegut com a David Bowie, cantant de música rock anglès.
- 17 d'agost, Marràqueix o Smara: Mohamed Abdelaziz, secretari general del Front Polisario i el president a l'exili de la República Àrab Sahrauí Democràtica (RASD) (m. 2016).
- 27 d'agost, Canton, Xinaː Flossie Wong-Staal, viròloga i biòloga molecular xinesa-estatunidenca, que va clonar el VIH (m. 2020).[68]
- 28 d'agost, Madrid, Espanya: Manuel Catalán Chana, polític i empresari valencià, alcalde de Benidorm (1983-1991).
- 2 de setembre - Vilagarcía de Arousa, Espanya: Pepe Rubianes, actor galaicocatalà (m. 2009).
- 3 de setembre - Roma (Itàlia): Mario Draghi, economista italià, President del Consell de Ministres d'Itàlia (2021).
- 12 de setembre, Mèxic DF: Gabriela Brimmer, activista pels drets de les persones amb discapacitat, i escriptora (m. 2000).[69]
- 19 de setembre, Irvine, Escòcia: Quintin Young, futbolista escocès.
- 20 de setembre, Saint Louis (Missouri, EUA): Steve Gerber, escriptor de còmics, creador de Howard the Duck (m. 2008).
- 21 de setembre, Portland, Maine, (EUA): Stephen King, escriptor estatunidenc.[70]
- 1 d'octubre, Haifa (Israel): Aaron Ciechanover, biòleg israelià, Premi Nobel de Química de l'any 2004.
- 9 d'octubre, París: France Gall, cantant francesa del moviment ie-ie (m. 2018).[71]
- 20 d'octubre, Múnic, Alemanya Occidental: Wolfgang Brendel, baríton alemany.
- 23 d'octubre, Jibna, Mandat britànic de Palestina: Abdel Aziz al-Rantissi, líder polític palestí i cofundador de Hamàs (m. 2004).[72]
- 27 d'octubre, Berlín, Alemanya: Gunter Demnig, artista, creador del memorial Stolpersteine.
- 29 d'octubre, Nova York (Estats Units: Richard Dreyfuss, actor estatunidenc.[73]
- 1 de novembre, Banyuls de la Marenda, Rosselló: Nadine Cosentino, pintora i dissenyadora nord-catalana (m. 2020).[74]
- 21 de novembre, São Luís, Maranhão: Alcione, cantant i multiinstrumentista brasilera.[75]
- 28 de novembre - Atenes: Maria Farantouri, cantant grega, de música tradicional i popular grega, i també moderna.[76]
- 29 de novembre, Günzburg, Baviera: Petra Kelly, política i activista alemanya i fundadora del Partit Verd alemany.[77]
- 8 de desembre, 
  - Chicago, EUA: Thomas Cech, químic i bioquímic nord-americà, Premi Nobel de Química de l'any 1989.
  - Ithaca, Nova York: Margaret Geller, astrofísica estatunidenca, pionera en cartografia de l'Univers.[78]
- 14 de desembre, Belo Horizonte, Minas Gerais, Brasil: Dilma Rousseff, presidenta del Brasil (2011-16).[79]
- 17 de desembre, Hässleholm, Suècia: Ingvar Cronhammar, escultor suec nacionalitzat danès conegut per les seves obres monumentals.
- 20 de desembre, Verona: Gigliola Cinquetti, cantant i presentadora de televisió italiana.[80]
- 21 de desembre, Algesires, província de Cadis: Francisco Sánchez Gómez, conegut com a Paco de Lucía, guitarrista, andalús (m. 2014).
- 26 de desembre - Aurenja (França): Jean Echenoz, escriptor francès, Premi Médicis de l'any 1983.
- 31 de desembre, São Paulo, Brasil: Rita Lee Jones, coneguda com a Rita Lee, música de rock brasilera.
- Riverside, Califòrnia: Janet Campbell Hale, escriptora coeur d'alêne.
- 30 de desembre, Toledo, Ohio: Steve Mix, jugador de bàsquet nord-americà que va jugar 13 temporades a l'NBA.
- Madrid: Gregorio Montero Cortijo, ballarí
- Teramo: Attilio Danese, assagista

## Necrològiques
Països Catalans
- 7 de gener - València: Bernat Morales i Sanmartín, dramaturg, novel·lista, compositor i periodista valencià (82 anys).
- 5 de febrer - Buenos Aires: Irene Rocas i Romaguera, folklorista amateur, destacada col·laboradora del DCVB (n. 1861).[81]
- 30 d'abril - Buenos Aires: Francesc Cambó, polític i financer, va ser ministre de Foment (1918-1921) i de Finances (1921-1923) (n. Verges, 1876).[82]
- 9 de novembre - Madrid: Mariano Benlliure, escultor valencià (85 anys).
- 28 de novembre - València: Miquel Duran de València, escriptor i activista cultural valencià (n. 1883).

Resta del món
- 20 de gener, Ciutat de Luxemburg: Aline de Saint-Hubert, filantropa i mecenes luxemburguesa.[83]
- 25 de gener, Miami, Florida, EUA: Al Capone, gàngster estatunidenc d'ascendència napolitana, més conegut per Scarface (48 anys).
- 26 de gener, Berchem: Berthe Cabra, exploradora belga que va recórrer l'Àfrica central d'est a oest entre 1905 i 1906 (n. 1864).[84]
- 27 de gener, Beirut, Líban: Ilyas Abu-Xàbaka, poeta, editor, traductor i crític literari libanès, considerat una de les figures capdavanteres de la Nahda.
- 6 de febrer, Cerro di Laveno, Varese, Itàlia: Luigi Russolo, inventor, pintor i compositor italià (n. 1885).[85]
- 13 de febrer, Sussex: Beatrice Tomasson, alpinista anglesa a les Dolomites (n. 1859).[86]
- 17 de febrer, París: Elena Văcărescu, escriptora romanesa-francesa, veritable propagadora de la cultura romanesa al món (n. 1864).[87]
- 21 de febrer, Altadena, Califòrnia: Fannie Charles Dillon, pianista, compositora estatunidenca (n. 1881).[88]
- 9 de març, New Rochelle, Nova York (EUA): Carrie Chapman Catt, sufragista estatunidenca (n. 1859)[5]
- 4 d'octubre, Göttingen, Alemanya: Max Planck, físic, autor de la teoria quàntica (89 anys).
- 1 d'abril, Atenes (Grècia): Jordi II de Grècia, rei de Grècia (n. 1890).[89]
- 9 d'abril, Hamburg, Zona d'ocupació aliada a Alemanya: Carmen Mory, espia al servei de l'Alemanya nazi durant la Segona Guerra Mundial (n. 1906).[90]
- 16 d'abril, Auschwitz, Polònia: Rudolf Höss, militar i oficial nazi, primer comandant del camp d'extermini d'Auschwitz (1940 -43), penjat a la forca, just al costat del crematori del camp d'Auschwitz (n. 1900)[91]
- 24 d'abril, Nova York: Willa Cather, escriptora estatunidenca de novel·les i relats, Premi Pulitzer 1923 (n. 1873).[92]
- 1 de maig, Nova York: Evelyn McHale, suïcida.
- 6 de maig, Winter Park, Floridaː Louise Homer, contralt estatunidenca (n. 1871).[93]
- 11 de maig:
  - Hamburg: Richard Ohnsorg, actor, director de teatre i activista per a la causa del baix alemany.
  - Malborough-on-Hudson (Nova York, EUA): Frederic Goudy, dissenyador, gravador i fonedor de caràcters estatunidenc (n. 1865).[94]
- 12 de maig, San Francisco, Estats Units: Catherine Yronwode, escriptora, editora, dissenyadora gràfica i tipografista estatunidenca.[95]
- 13 de maig: Dorchester, Anglaterra: Frances Hodgkins, pintora neozelandesa aestablerta a la Gran Bretanya (n. 1869).[96]
- 16 de maig, Cambridge (Anglaterra): Frederick Gowland Hopkins, bioquímic i metge anglès, Premi Nobel de Medicina o Fisiologia de 1929 (n. 1861).[97]
- 20 de maig, Messelhausen, Alemanya: Philipp Lenard, físic alemany, Premi Nobel de Física de 1905 (n. 1862).[98]
- 17 de juny, ,Stamford, Connecticut (EUA): Maxwell Perkins, editor estatunidenc (n. 1884).[99]
- 26 de juny, Mickleham, Surrey (Anglaterra): Richard Bedford Bennett, primer vescomte de Bennett, advocat i polític canadenc. (n. 1870).[5]
- 2 d'agost, Hèlsinki: Ida Moberg, compositora i directora d'orquestra finlandesa (n. 1859).[100]
- 8 d'agost, Ann Arbor, Michigan (EUA): Anton Ivànovitx Denikin (en rus: Анто́н Ива́нович Дени́кин), militar, va dirigir els exèrcits blancsdel sud de Rússia alçats contra la revolució bolxevic (n. 1872).[5]
- 8 de setembre, Brussel·les, Bèlgica: Victor Horta, arquitecte belga (86 anys).
- 13 de setembre, París: Marguerite Hasselmans, pianista francesa (n. 1876).[101] 5 d'octubre, Roma: Giuseppe Emanuele Modigliani, advocat i polític.
- 15 de setembre, Wandsworth, Londres: Annie Russell Maunder, astrònoma i matemàtica irlandesa (n. 1868).[102]
- 17 d'octubre, Lisboa: Hélène van Zuylen, escriptora francesa i pionera en la pràctica de l'automobilisme (n. 1863).[103]
- 5 de novembre, Hamburg, Alemanya: Fritz Schumacher, arquitecte i urbanista.
- 20 de novembre, Basilea, Suïssa: Wolfgang Borchert, escriptor i pacifista.
- 7 de desembre, Nova York (EUA): Nicholas Murray Butler, polític estatunidenc, Premi Nobel de la Pau de 1931 (n. 1862).
- 12 de desembre, El Caire, Egipte: Huda Sha'arawi, pionera del moviment feminista egipci i àrab (m. 1879).[104]
- 14 de desembre, 
  - Berlín: Lilly Reich, dissenyadora modernista alemanya, una de les poques professores dones de la Bauhaus.[105]
  - Stourport-on-Severn, Worcestershire: Stanley Baldwin, polític anglès, Primer Ministre del Regne Unit (1923-1924) (80 anys).
- Le Pecq: Louis Delage, enginyer i dissenyador industrial francès especialitzat en la indústria automobilística